# Paattinkijärvi
Paattinkijärvi är en sjö i Finland. Den ligger i kommunen Ranua i landskapet Lappland, i den norra delen av landet, 700 km norr om huvudstaden Helsingfors. Paattinkijärvi ligger 190,2 meter över havet. Arean är 3,52 kvadratkilometer och strandlinjen är 22,78 kilometer lång. Sjön  ingår i Kemi älvs huvudavrinningsområde.   
I övrigt finns följande i Paattinkijärvi:
- Sannunsaari (en ö)
- Saukkosaari (en ö)
- Peltosaari (en ö)
- Tervasaari (en ö)
- Haapasaaret (en ö)
- Kuusisaaret (en ö)

I övrigt finns följande vid Paattinkijärvi:
- Saukkojärvi (en sjö)